# Maxim Sergejewitsch Kanunnikow
Maxim Sergejewitsch Kanunnikow (russisch Максим Сергеевич Канунников; englisch Maksim Kanunnikov; * 14. Juli 1991 in Nischni Tagil, Russische SFSR, UdSSR) ist ein ehemaliger russischer Fußballspieler auf der Position eines Mittelstürmers.

## Karriere
Maxim Kanunnikow kam 2009 in die U-21 von Zenit Sankt Petersburg. Schon nach kurzer Zeit nahm ihn der Trainer in die erste Mannschaft auf. Sein Debüt in der russischen Premjer Liga gab er am 23. August 2009 als Einwechselspieler gegen Lokomotive Moskau. Am 10. Mai 2010 erzielte er gegen Amkar Perm sein erstes Ligator für Zenit. In der Saison 2011/12 wurde er an Tom Tomsk verliehen. Nach seiner Rückkehr erzielte er am 11. August 2012 sein zweites Ligator beim 5:0-Sieg gegen Spartak Moskau. Sein Vertrag lief noch bis zum 31. Dezember 2013.

## Titel und Erfolge
- Russischer Meister: 2010, 2012